# 2017 한국프로농구 플레이오프
2016-2017 KCC 프로 농구의 포스트시즌은 2017년 3월 29일부터 시작하여 2017년 5월 2일에 종료 될 예정이다.

## 순위
| 성적 | 팀                     | 경기수 | 승 | 패 | 승률  | 승차 | 비고        |
| ---- | ---------------------- | ------ | -- | -- | ----- | ---- | ----------- |
| 1    | 안양 KGC인삼공사       | 54     | 39 | 15 | 0.722 | 0    | 4강 PO 직행 |
| 2    | 고양 오리온 오리온스   | 54     | 36 | 18 | 0.667 | 3    | 4강 PO 직행 |
| 3    | 서울 삼성 썬더스       | 54     | 34 | 20 | 0.630 | 5    | 6강 PO 진출 |
| 4    | 울산 모비스 피버스     | 54     | 28 | 26 | 0.519 | 11   | 6강 PO 진출 |
| 5    | 원주 동부 프로미       | 54     | 26 | 28 | 0.481 | 13   | 6강 PO 진출 |
| 6    | 인천 전자랜드 엘리펀츠 | 54     | 26 | 28 | 0.481 | 13   | 6강 PO 진출 |
| 7    | 서울 SK 나이츠         | 54     | 23 | 31 | 0.426 | 16   | 진출실패    |
| 8    | 창원 LG 세이커스       | 54     | 23 | 31 | 0.426 | 16   | 진출실패    |
| 9    | 부산 KT 소닉붐         | 54     | 18 | 36 | 0.333 | 21   | 진출실패    |
| 10   | 전주 KCC 이지스        | 54     | 17 | 37 | 0.315 | 22   | 진출실패    |

| 성적 | 팀                     | 경기수 | 승 | 패 | 승률  | 승차 | 비고            |
| ---- | ---------------------- | ------ | -- | -- | ----- | ---- | --------------- |
| 1    | 안양 KGC인삼공사       | 54     | 39 | 15 | 0.722 | 0    | 챔피언전 우승   |
| 2    | 서울 삼성 썬더스       | 54     | 34 | 20 | 0.630 | 5    | 챔피언전 준우승 |
| 3    | 고양 오리온 오리온스   | 54     | 36 | 18 | 0.666 | 3    | 4강 PO 진출     |
| 4    | 울산 모비스 피버스     | 54     | 28 | 26 | 0.519 | 11   | 4강 PO 진출     |
| 5    | 원주 동부 프로미       | 54     | 26 | 28 | 0.481 | 13   | 6강 PO 진출     |
| 6    | 인천 전자랜드 엘리펀츠 | 54     | 26 | 28 | 0.481 | 13   | 6강 PO 진출     |
| 7    | 서울 SK 나이츠         | 54     | 23 | 31 | 0.426 | 16   | 진출실패        |
| 8    | 창원 LG 세이커스       | 54     | 23 | 31 | 0.426 | 16   | 진출실패        |
| 9    | 부산 KT 소닉붐         | 54     | 18 | 36 | 0.333 | 21   | 진출실패        |
| 10   | 전주 KCC 이지스        | 54     | 17 | 37 | 0.315 | 22   | 진출실패        |

## 토너먼트표
|  | 6강 플레이오프 | 6강 플레이오프         | 6강 플레이오프 |  |  | 4강 플레이오프 | 4강 플레이오프       | 4강 플레이오프 |                  |   | 챔피언 결정전 | 챔피언 결정전    | 챔피언 결정전 |  |
|  |                |                        |                |  |  |                |                      |                |                  |   |               |                  |               |  |
|  | 4              | 울산 모비스 피버스     | 3              |  |  |                |                      |                |                  |   |               |                  |               |  |
|  | 5              | 원주 동부 프로미       | 0              |  |  | 1              | 안양 KGC인삼공사     | 3              |                  |   |               |                  |               |  |
|  |                |                        |                |  |  | 4              | 울산 모비스 피버스   | 0              |                  |   |               |                  |               |  |
|  |                |                        |                |  |  |                |                      |                |                  |   | 1             | 안양 KGC인삼공사 | 4             |  |
|  | 3              | 서울 삼성 썬더스       | 3              |  |  |                |                      | 3              | 서울 삼성 썬더스 | 2 |               |                  |               |  |
|  | 6              | 인천 전자랜드 엘리펀츠 | 2              |  |  | 2              | 고양 오리온 오리온스 | 2              |                  |   |               |                  |               |  |
|  |                |                        |                |  |  | 3              | 서울 삼성 썬더스     | 3              |                  |   |               |                  |               |  |

## 6강 플레이오프

### 1차전
| 2017년 3월 30일 울산 동천체육관 | 울산 모비스 피버스 | 75 | 21 (1Q) 10 11 (2Q) 14 21 (3Q) 22 22 (4Q) 13 | 59 | 원주 동부 프로미 |

| 2017년 3월 31일 서울 잠실실내체육관 | 서울 삼성 썬더스 | 89 | 24 (1Q) 12 22 (2Q) 23 25 (3Q) 23 18 (4Q) 17 | 75 | 인천 전자랜드 엘리펀츠 |

### 2차전
| 2017년 4월 1일 울산 동천체육관 | 울산 모비스 피버스 | 70 | 18 (1Q) 15 9 (2Q) 22 23 (3Q) 12 20 (4Q) 12 | 61 | 원주 동부 프로미 |

| 2017년 4월 2일 서울 잠실실내체육관 | 서울 삼성 썬더스 | 75 | 16 (1Q) 20 21 (2Q) 27 22 (3Q) 25 16 (4Q) 27 | 99 | 인천 전자랜드 엘리펀츠 |

### 3차전
| 2017년 4월 3일 원주 원주종합체육관 | 원주 동부 프로미 | 70 | 18 (1Q) 18 18 (2Q) 18 15 (3Q) 22 19 (4Q) 19 | 77 | 울산 모비스 피버스 |

| 2017년 4월 4일 인천 삼산월드체육관 | 인천 전자랜드 엘리펀츠 | 86 | 17 (1Q) 22 24 (2Q) 22 26 (3Q) 10 19 (4Q) 24 | 78 | 서울 삼성 썬더스 |

### 4차전
| 2017년 4월 6일 인천 삼산월드체육관 | 인천 전자랜드 엘리펀츠 | 77 | 19 (1Q) 23 18 (2Q) 19 23 (3Q) 19 17 (4Q) 19 | 80 | 서울 삼성 썬더스 |

### 5차전
| 2017년 4월 8일 서울 잠실실내체육관 | 서울 삼성 썬더스 | 90 | 27 (1Q) 20 17 (2Q) 18 23 (3Q) 18 23 (4Q) 17 | 77 | 인천 전자랜드 엘리펀츠 |

## 4강 플레이오프

### 1차전
| 2017년 4월 10일 안양 안양실내체육관 | 안양 KGC인삼공사 | 90 | 23 (1Q) 14 28 (2Q) 27 23 (3Q) 25 16 (4Q) 16 | 82 | 울산 모비스 피버스 |

| 2017년 4월 11일 고양 고양체육관 | 고양 오리온 오리온스 | 61 | 16 (1Q) 16 8 (2Q) 27 12 (3Q) 18 25 (4Q) 17 | 78 | 서울 삼성 썬더스 |

### 2차전
| 2017년 4월 12일 안양 안양실내체육관 | 안양 KGC인삼공사 | 82 | 22 (1Q) 21 19 (2Q) 19 25 (3Q) 13 16 (4Q) 20 | 73 | 울산 모비스 피버스 |

| 2017년 4월 13일 고양 고양체육관 | 고양 오리온 오리온스 | 77 | 23 (1Q) 19 19 (2Q) 25 16 (3Q) 14 19 (4Q) 26 | 84 | 서울 삼성 썬더스 |

### 3차전
| 2017년 4월 14일 울산 동천체육관 | 울산 모비스 피버스 | 61 | 6 (1Q) 12 18 (2Q) 13 26 (3Q) 29 11 (4Q) 16 | 70 | 안양 KGC인삼공사 |

| 2017년 4월 15일 서울 잠실실내체육관 | 서울 삼성 썬더스 | 72 | 14 (1Q) 16 22 (2Q) 23 23 (3Q) 15 13 (4Q) 19 | 73 | 고양 오리온 오리온스 |

### 4차전
| 2017년 4월 17일 서울 잠실실내체육관 | 서울 삼성 썬더스 | 76 | 9 (1Q) 22 21 (2Q) 27 20 (3Q) 14 26 (4Q) 16 | 79 | 고양 오리온 오리온스 |

### 5차전
| 2017년 4월 19일 고양 고양체육관 | 고양 오리온 오리온스 | 84 | 11 (1Q) 17 21 (2Q) 23 27 (3Q) 27 25 (4Q) 24 | 91 | 서울 삼성 썬더스 |

## 챔피언 결정전

### 1차전
| 2017년 4월 22일 안양 안양실내체육관 | 안양 KGC인삼공사 | 86 | 20 (1Q) 15 24 (2Q) 14 24 (3Q) 25 18 (4Q) 23 | 77 | 서울 삼성 썬더스 |

### 2차전
| 2017년 4월 23일 안양 안양실내체육관 | 안양 KGC인삼공사 | 61 | 17 (1Q) 14 19 (2Q) 16 12 (3Q) 21 13 (4Q) 24 | 75 | 서울 삼성 썬더스 |

### 3차전
| 2017년 4월 26일 서울 잠실실내체육관 | 서울 삼성 썬더스 | 82 | 26 (1Q) 25 26 (2Q) 18 20 (3Q) 21 10 (4Q) 24 | 88 | 안양 KGC인삼공사 |

### 4차전
| 2017년 4월 28일 서울 잠실실내체육관 | 서울 삼성 썬더스 | 82 | 13 (1Q) 14 24 (2Q) 26 22 (3Q) 24 23 (4Q) 14 | 78 | 안양 KGC인삼공사 |

### 5차전
| 2017년 4월 30일 안양 안양실내체육관 | 안양 KGC인삼공사 | 81 | 22 (1Q) 14 21 (2Q) 26 20 (3Q) 14 18 (4Q) 28 | 72 | 서울 삼성 썬더스 |

### 6차전
| 2017년 5월 2일 서울 잠실실내체육관 | 서울 삼성 썬더스 | 86 | 24 (1Q) 19 23 (2Q) 28 20 (3Q) 20 19 (4Q) 21 | 88 | 안양 KGC인삼공사 |

| 2016-2017 프로농구 우승     |
| --------------------------- |
| 안양 KGC인삼공사 2번째 우승 |